# Godfrey Hattenbach
Godfrey Hattenbach (geb. 13. März 1813, Darmstadt, Landgrafschaft Hessen-Kassel; gest. 12. August 1879, Sioux City, Iowa) war ein deutsch-amerikanischer Geschäftsmann, der an der Gründung von drei Städten beteiligt war.

## Leben
Hattenbach wurde am 13. März 1813 in Darmstadt, damals Hessen-Kassel, geboren. Er heiratete Frances Hattenbach in Baltimore, Maryland. Das Paar hatte sieben Kinder. Laut dem Sioux City Journal und dem Buch A History of the Sioux City Jewish Community 1869–1969 gilt Hattenbach als Vater der jüdischen Gemeinde von Sioux City, Iowa, und zog ursprünglich 1858 dorthin. Er starb am 12. August 1879 in Sioux City.

## Unternehmen
Mit 26 Jahren begann Hattenbach als Hausierer (Peddler) und Arbeiter in Baltimore, Maryland zu arbeiten. Da er die Arbeit nicht mochte, reiste er 1848 nach Missouri, um dort zu hausieren, half bei der Planung der Stadt St. Joseph und betrieb dort einen Gemischtwarenladen. Von 1852 bis 1853 arbeitete Hattenbach in Cincinnati, Ohio, im Auktions- und Kommissionsgeschäft. Dann zog er nach Council Bluffs, Iowa, und eröffnete dort einen Gemischtwarenladen. Nachdem er Council Bluffs verlassen hatte, half er 1855 bei der Gründung der Stadt Omadi, Nebraska, und lebte dort zwei Jahre lang. 1857 plante Hattenbach Covington, Nebraska, und gründete dort ein Hotel. Obwohl er ursprünglich in Covington bleiben wollte, verließ Hattenbach die Stadt, da ein Sturm sein Hotel zweimal zerstörte. Ein weiterer Sturm machte Omadi vollständig dem Erdboden gleich und Covington wurde Teil von South Sioux City, Nebraska. Hattenbach verdiente als Fischer genug Geld, um 1858 den ersten Billardroom in Sioux City, Iowa zu eröffnen.
Später sammelte er eine beträchtliche Summe Geld und zog möglicherweise aufgrund eines Berichts über eine Invasion der Indianer nach Cincinnati zurück. Er gründete in Cincinnati eine Zigarrenfabrik und betrieb sie drei Jahre lang. Hattenbach kehrte dann nach Sioux City zurück. 1869 errichtete eine jüdische Gruppe einen Friedhof auf einem von Hattenbach gestifteten Grundstück.